# Društvo Naša djeca
Savez društava Naša djeca Hrvatske (Savez DND) nevladina je, neprofitna i humanitarna udruga građana. Kao krovna udruga okuplja, potiče i pruža pomoć osnovnim Društvima Naša djeca (DND) koja djeluju u gradovima i općinama diljem Hrvatske u akcijama i aktivnostima s djecom i za djecu.

## Povijest
Udruga je osnovana 1950. godine. Danas u gradovima i općinama Hrvatske djeluje devedesetak osnovnih Društava Naša Djeca, koja u svom djelovanju okupljaju više od 4000 volontera i 10000 djece. Predsjednica Saveza od 1996. godine je Aida Salihagić Kadić. Savezu je 2000. godine u prigodi 50. obljetnice utemeljenja dodijeljena Povelja Republike Hrvatske.

## Ustroj i djelovanje
Ciljevi udruge su promocija i zagovaranje dječjih prava, organiziranje dječjih aktivnosti u slobodnom vremenu, te pomoć i podrška djeci i roditeljima u razvoju i odgoju djece. Udruga organizira i provodi seminare, savjetovanja, ljetne škole i druge stručne skupove za osposobljavanje svojih članova i voditelja iz Društava Naša djeca kao i stručnih suradnika i korisnika svojih projekata i programa. Također objavljuje priručnike, zbornike, monografije, brošure, letke za članove, voditelje, stručne suradnike i širu zainteresiranu javnost.
Savez organizira i provodi akcije i manifestacije kao što su "Gradovi i općine - prijatelji djece", "Za osmijeh djeteta u bolnici", dječji forumi za ostvarivanje prava djece, dječja gradska i općinska vijeća, Dječji tjedan, Međunarodni dan obitelji, Dan igara i Smotra dječjeg stvaralaštva "Igra, radost i stvaralaštvo djece".
Savez također od 1967. godine dodjeljuje Nagradu "Grigor Vitez" za dječju književnost i ilustraciju.
Savez društava Naša djeca Hrvatske član je Eurochilda, Defence for Children International (DCI), Child Rights Information Network (CRIN) i Europske mreže gradova prijatelja djece.

## Vanjske poveznice
Mrežna mjesta
- Savez društava Naša djeca Hrvatske, službeno mrežno mjesto